# Salinas (Imbabura)
Salinas, auch Santa Catalina de Salinas, ist eine Ortschaft und eine Parroquia rural („ländliches Kirchspiel“) im Kanton Ibarra der ecuadorianischen Provinz Imbabura. Die Parroquia besitzt eine Fläche von 77,79 km². Die Einwohnerzahl lag im Jahr 2010 bei 1741. Für das Jahr 2020 wurde eine Einwohnerzahl von 2125 prognostiziert. Die Bevölkerung besteht aus 58 Prozent Afroecuadorianern und 37 Prozent Mestizen.

## Lage
Die Parroquia Salinas liegt im Chota-Tal in den Anden im Norden von Ecuador. Das Gebiet liegt in Höhen zwischen 1400 m und 2800 m. Der Río Mira fließt entlang der östlichen Verwaltungsgrenze nach Norden und entwässert dabei das Areal. Dessen linker Quellfluss Río Ambi begrenzt das Verwaltungsgebiet im Südosten. Der kleinere Fluss Río Palacara durchquert das Areal in östlicher Richtung und mündet in den Río Mira. Der Río Palacara trennt die südliche Gebietshälfte, die auf einer etwa 1600 m hoch gelegenen Ebene liegt, von einer bis zu 2800 m hohen Bergregion in der Nordhälfte der Parroquia. Das kleine Flüsschen Río Amarillo begrenzt das Verwaltungsgebiet im äußersten Norden. Der 1610 m hoch gelegene Hauptort Salinas befindet sich 16 km nördlich vom Stadtzentrum von Ibarra. Die Fernstraße E10 nach San Lorenzo zweigt südlich von Salinas von der E35 (Ibarra–Tulcán) nach Nordwesten ab und passiert anschließend den Ort. Die ehemalige Bahnstrecke Ibarra–San Lorenzo führt an Salinas vorbei. Dort befindet sich ein Haltepunkt.
Die Parroquia Salinas grenzt im Nordosten an die Provinz Carchi mit den Parroquias Juan Montalvo und Mira (beide im Kanton Mira), im Südosten an das Municipio von Ibarra, im Süden an die Parroquia Urcuquí (Kanton San Miguel de Urcuquí), im Westen an die Parroquias Tumbabiro, Pablo Arenas und Cahuasquí (alle drei ebenfalls im Kanton San Miguel de Urcuquí) sowie im Norden an die Parroquia La Carolina.

## Orte und Siedlungen
In der Parroquia gibt es folgende Barrio: Central, La Esperanza, La Floresta, San Martín und San Miguel. Ferner gibt es die Comunidades Cuambo und San Luis sowie den Caserío El Consejo.

## Geschichte
Die Parroquia Salinas wurde am 25. Juni 1824 gegründet.